# Nale Lehmann-Willenbrock
Nale Lehmann-Willenbrock (* 13. März 1982) ist eine deutsche Organisationspsychologin.

## Leben
Nach dem Studium der Psychologie (Diplom 2006) an der Universität Göttingen (2001–2006) sowie University of California, Irvine (2003–2004) und der Promotion 2012 zum Dr. rer. nat. an der TU Braunschweig war sie Assistant Professor an der Vrije Universiteit Amsterdam (2012–2017) und Associate Professor an der University of Amsterdam (UvA, 2017–2018). Seit 2018 ist sie  Professorin für Arbeits- und Organisationspsychologie an der Universität Hamburg.

## Schriften (Auswahl)
- mit Joseph A. Allen und Steven G. Rogelberg (Hgg.): The Cambridge handbook of meeting science. New York 2015, ISBN 978-1-107-06718-9.
- mit Annika L. Meinecke und Joseph A. Allen (Hgg.): Managing meetings in organizations. Bingley 2020, ISBN 978-1-83867-228-7.